# Partit Democràtic d'Israel
El Partit Democràtic d'Israel (hebreu: ישראל דמוקרטית‎) fou un partit polític d'Israel fundat el juny de 2019 per l'ex-primer ministre Ehud Barak de cara a les eleccions de setembre de 2019. El 25 de juliol s'anuncià que es presentarien en una llista conjunta amb Mérets i el Moviment Verd, que incorpora la diputada laborista Stav Shaffir, que deixà el Partit Laborista després de no ser escollida com a líder del partit en les primàries. La nova llista electoral s'anomenà Unió Democràtica. El partit no es presentà a les eleccions legislatives d'Israel de 2020.

## Membres
Yair Golan, Yifat Bitton, i Kobi Richter eren juntament amb Ehud Barak quan va anunciar la formació del nou partit el 26 de juny de 2019. Altres persones que s'uniren al partit de Barak inclouen Yair Fink, qui anteriorment era un candidat pel Partit Laborista, a més d'Eldad Yaniv (un altre exlaborista). El net de Yitzhak Rabin, Noa Rothman, s'uní també al partit. L'anterior membre de La llar jueva Sagit Peretz Deri s'hi va unir el 2 de juliol.

## Compromisos
El partit ha establert 4 compromisos als quals es comprometen si aconsegueixen formar govern:
1. El partit es compromet a promulgar una constitució escrita per a Israel basada en l'esperit dels valors del Declaració d'Independència i la visió dels profetes Bíblics d'Israel al cap de dos anys de l'establiment del govern. La Constitució consagraria la igualtat, justícia, drets socials, i el dret a aquesta terra per part dels jueus. Això ho faria tot preservant la unitat de les persones i els drets de les minories, malgrat tot de religió, cursa, gènere, i orientació sexual. A més a més, establirien límits de mandat i impedirien que els qui han comès un delicte puguin ocupar càrrecs públics.
2. El partit es compromet a establir fronteres permanents per a Israel en dos anys. Això és per a assegurar l'existència d'Israel com a estat jueu i democràtic, i per a impedir l'annexió de milions de palestins.
3. El partit es compromet a rehabilitar els serveis socials d'Israel. Promulgarien una llei de llibertat educativa a partir del naixement, reducció de les llistes d'esperes a l'assistència sanitària, i reduir el cost de vida un 20% (tot reduint el cost de la terra i fent ús del gas natural d'Israel). Aquests objectius seran assolits a través d'un augment en despesa pública que portaria Israel al nivell mitjà de despesa pública de l'OCDE.
4. El partit es compromet a permetre el matrimoni civil i el divorci a Israel, permetre el transport públic durant Sàbat, i augmentar el salari de soldats.

## Dirigents
| Dirigent | Dirigent | Dirigent   | Inici | Final |
| -------- | -------- | ---------- | ----- | ----- |
| 1        |          | Ehud Barak | 2019  | 2019  |

## Resultats electorals
| Any       | Líder      | Vots                              | %                                 | Escons           | +/-              | Govern           |
| --------- | ---------- | --------------------------------- | --------------------------------- | ---------------- | ---------------- | ---------------- |
| Set. 2019 | Ehud Barak | Dins la coalició Unió Democràtica | Dins la coalició Unió Democràtica | 1 / 120          | Nou              | Anticipades      |
| 2020      | Ehud Barak | No hi participen                  | No hi participen                  | No hi participen | No hi participen | No hi participen |